# Pstruží u Merklína
Pstruží (deutsch Salmthal) ist ein Ortsteil der Gemeinde Merklín in Tschechien.

## Lage
Pstruží liegt langgestreckt auf etwa 680 bis 720 m Meereshöhe im Tal der Bystřice (Wistritz), dort wo die Rote Wistritz, die von Hřebečná kommt, in die von Pernink herabfließende Weiße Wistritz mündet. Der Ort hat eine geschützte Lage, da er nördlich vom Plešivec (1028 m) und südlich vom Wölfling (973 m) überragt wird.
Zum Ort gehörten auch die nicht mehr vorhandenen Häuser von Modesgrund im Tal der Roten Wistritz südlich von Abertamy und Wölfling am gleichnamigen Berg. Dort stand neben dem noch als Ruine vorhandenen Forsthaus ein bekanntes Wirtshaus, von dem nur noch wenige Mauerreste existieren.

## Geschichte

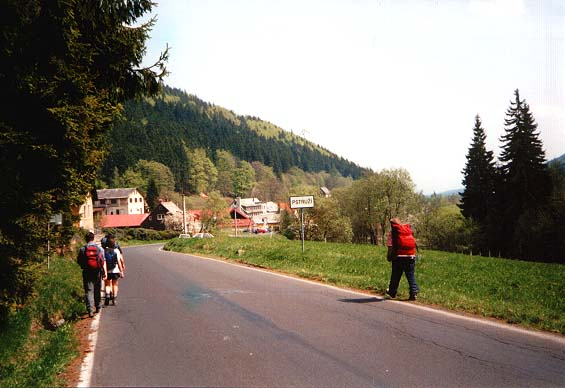
Oberer Ortseingang von Pstruží (2002)

Die Entstehung des Ortes in der Herrschaft Schlackenwerth wird um 1280 vermutet. Zur Regierungszeit der Grafen Schlick trug die Siedlung die Bezeichnung „die freien Waldhäuser“. Neben der Jagdaufsicht betrieben die Einwohner Bergbau. Es entstanden Schmelz- und Hammerwerke. Später siedelten sich dort eine Holzstoff-, eine Pappen- und Karton-Fabrik, eine Holzschleiferei, zwei Sägewerke und eine Mühle an. Nach der zunehmenden Entwicklung des Tourismus im Erzgebirge entwickelte sich der Ort zu einer beliebten Sommerfrische. Bekanntheit erlangte insbesondere das Gasthaus Grünes Tal.
Salmthal mit Wölfling war teilweise nach Bärringen und teilweise nach Lichtenstadt eingepfarrt. Die Gemeinde war ab 1910 Teil des Bezirks Neudek.
Nach dem Münchner Abkommen wurde der Ort dem Deutschen Reich zugeschlagen und gehörte bis 1945 zum Landkreis Neudek.
In Salmthal wurden bei der Volkszählung am 17. Mai 1939 392 Einwohner gezählt. 1991 hatte der Ort 63 Einwohner. Im Jahre 2001 bestand das Dorf aus 46 Wohnhäusern, in denen 98 Menschen lebten.
Im Jahr 1960 wurde Pstruží nach Merklín eingemeindet.

## Entwicklung der Einwohnerzahl
| Jahr | Einwohnerzahl |
| ---- | ------------- |
| 1869 | 282           |
| 1880 | 324           |
| 1890 | 378           |
| 1900 | 456           |
| 1910 | 445           |

| Jahr | Einwohnerzahl |
| ---- | ------------- |
| 1921 | 385           |
| 1930 | 424           |
| 1950 | 211           |
| 1961 | 218           |
| 1970 | 160           |

| Jahr | Einwohnerzahl |
| ---- | ------------- |
| 1980 | 122           |
| 1991 | 63            |
| 2001 | 98            |
| 2011 | 136           |